# Calabre citérieure

Blason de la Calabre citérieure

La Calabre citérieure, en italien Calabria Citeriore ou Calabria Citra, est une ancienne subdivision du royaume de Naples, puis des Deux-Siciles. Elle avait pour chef-lieu Cosenza.
Elle correspond à la partie septentrionale de la Calabre dite Calabre latine (par opposition à la Calabre proprement dite ou Calabre grecque devenue Calabre ultérieure), et a été élevée au rang de circonscription en 1147 sous le nom de Vallis Gratae et Terra Jordanae.
La limite entre les deux Calabres fut modifiée en 1280 pour passer à l'est par le Neto, et à l'ouest par la plaine de Decollatura.
Dans la seconde moitié du XVe siècle, Francesco Siscar et son fils Paolo occupèrent la fonction de vice-roi (viceregiatus) de la Calabre citérieure.
Au XVIe siècle, son nom est définitivement changé en Calabria Citra flumen Nhetum (« Calabre en deçà du Neto »)
En 1861, la Calabre citérieure prit le nom de province de Cosenza. 